# Constantin Movilă
Constantin Movilă (n. 1594 – d. iulie 1612) a fost domn al Moldovei de două ori: în octombrie 1607 și în perioada decembrie 1607 - noiembrie 1611.

## Biografie

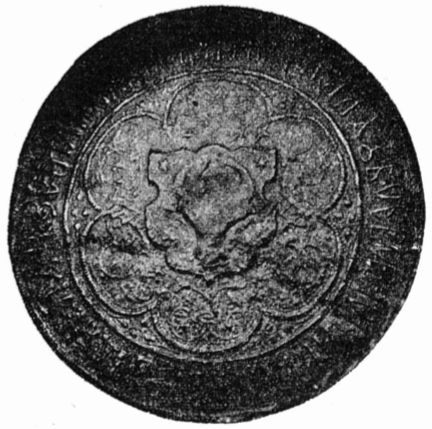
Pecetea lui Constantin Movilă

Constantin Movilă a fost fiul cel mai mare al lui Ieremia Movilă (1555-1606) și al Elisabetei Movilă. După detronarea lui Mihail Movilă, fiul lui Simion Movilă, Constantin va lua puterea de la Iași. A fost susținut intens de mama sa la domnie. Avea legături strânse cu Radu Șerban al Munteniei și în Polonia, fapt pentru care a fost înlocuit de turci cu un aventurier, Ștefan al IX-lea Tomșa, odată cu scoaterea lui Radu Șerban din Muntenia. Reîntorcându-se cu armata împotriva acestuia, a fost învins la Cornul lui Sas (3 - 13 iulie 1612), pe malurile Prutului. Luat prizonier de tătari, care intenționau să-l ducă hanului, s-a înecat în iulie 1612 în timp ce îl treceau Nistrul. 